# Olympe Gilbart

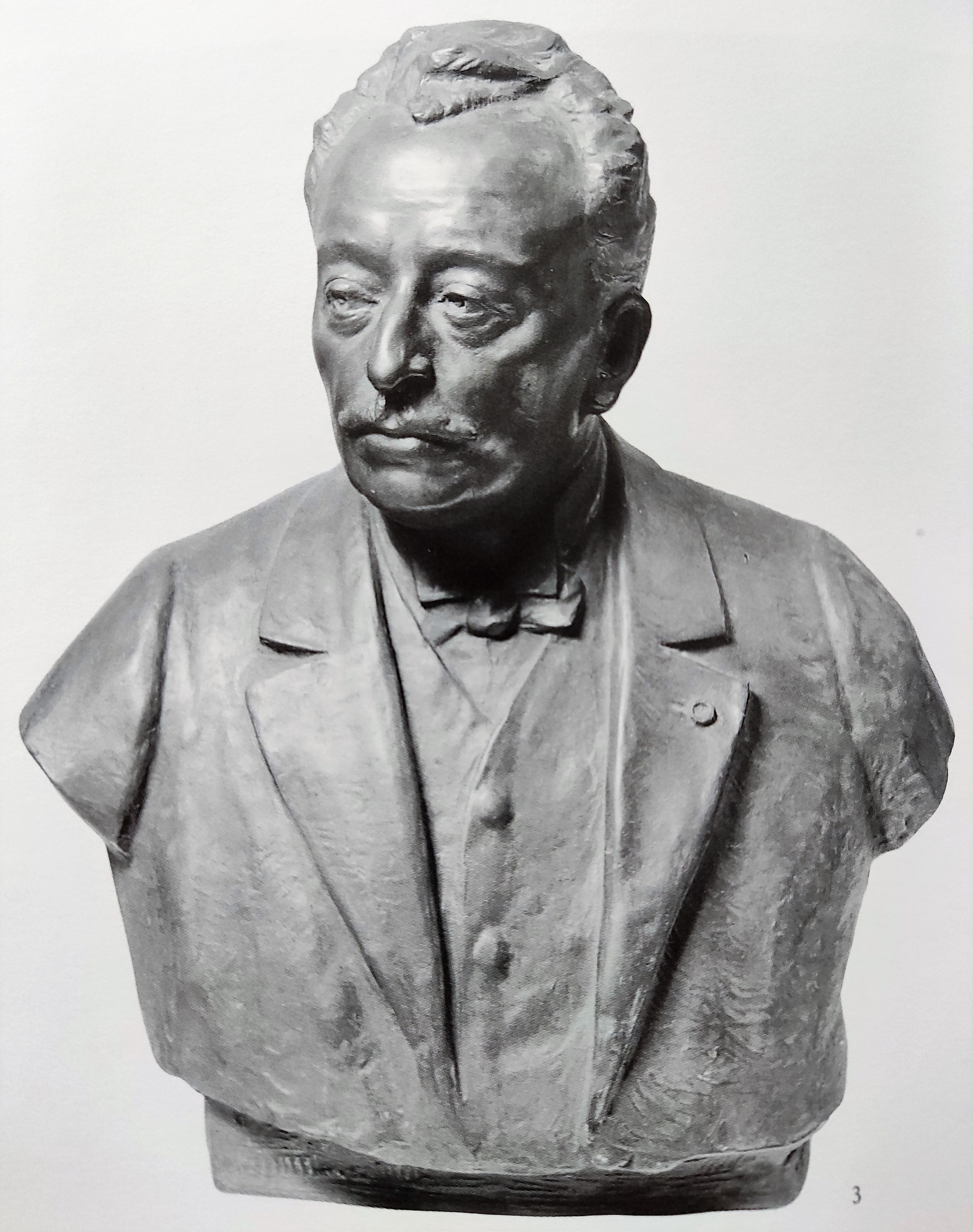
Olympe Gilbart

Olympe Honoré Gilbart (Sint-Truiden, 7 juni 1874 - Luik, 26 augustus 1958) was een Belgisch senator.

## Levensloop
Gilbart promoveerde tot doctor in de wijsbegeerte en letteren aan de Universiteit Luik en werd hoogleraar Geschiedenis van de Waalse kunst van 1928 tot 1946.
Van 1918 tot 1941 was hij hoofdredacteur van La Meuse.
In 1921 werd hij gemeenteraadslid van Luik, en was er schepen van Onderwijs en Schone Kunsten van 1921 tot 1927 en van Burgerlijke Stand en van Schone Kunsten van 1945 tot aan zijn dood.
In 1939 werd hij verkozen tot liberaal senator voor het arrondissement Luik. Hij vervulde dit mandaat tot in 1946.
In zijn studentenjaren was hij een liberaal van linkse strekking. Hij werd lid van een kleine partij de Parti ouvrier libéral. Nog als student nam hij deel aan een tegensprekelijk debat over de Waalse kwestie in 1898.
Hij was een Waals militant. In 1905 organiseerde hij het eerste Waals congres. Hij eiste de administratieve scheiding vanaf 1911. Hij was een van de stichters van de Assemblée wallonne. Hij nam deel aan het Waals congres in 1945. Hij was een van de 50 ondertekenaars van het Accoord Schreurs-Couvreur in 1952.

## Publicaties
- Octave Pirmez, 1894
- Edmond Glesener, 1945
- La Chanson Wallonne, Luik, 1909
- (met Jules de Thier) Liège pendant la grande guerre, Luik, 1929
- Le cas du 'Gaulois' devant le Sénat. Interpellation, Brussel, 1945